# Lei (romanzo)
Lei è un romanzo dell'autrice italiana Mariapia Veladiano del 2017.

## Struttura del testo
Il libro consta di 60 capitoli generalmente brevi. dei quali la maggior parte è narrata dalla protagonista in prima persona; altri sono sotto forma di dialogo o di poesie.
Gli episodi sono tratti dalle narrazioni dei Vangeli canonici e, in misura minore, da quelli apocrifi; i dialoghi tra i personaggi sono per lo più frutto della fantasia dell'autrice.

## Trama
Nella sua condizione ultraterrena, Maria ripercorre gli eventi che hanno segnato la sua vita: l'annunciazione da parte dell'angelo, la reazione del suo sposo Giuseppe, la nascita e l'infanzia di suo figlio Gesù e la sua successiva vita pubblica accompagnata da uno stuolo di discepoli, fino ad arrivare alla sua passione, morte e resurrezione.
Maria riflette sul sentimento di paternità che deve aver provato Giuseppe, definendolo non meno autentico che se Gesù fosse stato suo figlio naturale, e ricorda quando si confrontò con Giovanni Battista e Giuda Iscariota per cercare di rintuzzare i loro dubbi sul fatto che Gesù fosse veramente il messia.

## Edizioni
- Mariapia Veladiano, Lei, collana Narratori della fenice, Milano, Guanda, 2017, ISBN 978-88-235-1932-9.
- Mariapia Veladiano, Lei, collana I romanzi dell'anima, edizione allegata a Famiglia Cristiana e Credere, Cinisello Balsamo, San Paolo, 2017.
- Mariapia Veladiano, Lei, collana Tascabili narrativa, Milano, Guanda, 2019, ISBN 978-88-235-2188-9.